# Consejero departamental
En Francia, un consejero departamental, en francés Conseiller départemental,  es una persona elegida por sufragio universal directo para servir en un consejo departamental, la asamblea deliberante de un departamento. Antes del Acto III de Descentralización (2013), existía el Consejero General.
Cada departamento (con la notable excepción de París), se divide administrativamente en cantones. En cada cantón se elige un binomio paritario de consejeros departamentales, por un período de seis años.

## Historia
La ley de 22 de diciembre de 1789 prescribió la creación en cada departamento de una asamblea integrada por 36 miembros electos: el consejo departamental. Abolido por la ley de 14 de Frimario del año II (4 de diciembre de 1793), fue restablecido bajo el nombre de consejo general del departamento por la ley del 28 de Pluvioso del año VIII (17 de febrero de 1800). El Consejero General es entonces nombrado por el gobierno. No fue hasta 1833 que los consejeros generales fueron elegidos, por sufragio censitario. La elección por sufragio universal se instituyó sólo después de la ley de 3 de julio de 1848.
Fue bajo la Segunda República que se adoptó el principio según el cual “un miembro del consejo general será elegido en cada cantón”. Hasta las elecciones cantonales de 2011, los consejeros generales son elegidos por mayoría uninominal de dos vueltas, renovándose cada tres años la mitad de los consejeros generales de cada departamento.
A partir de 2008, los consejeros generales son elegidos con suplentes del sexo opuesto. Clara Dewaele, consejera general del cantón de Morteaux-Coulibœuf (Calvados), es la primera suplente en sustituir a un consejero en este contexto, tras el fallecimiento de Gilles Bennehard, el 18 de julio de 2008. Era entonces, al mismo tiempo, la Consejera General más joven de Francia (21 años).
El Consejero General pasó a llamarse, en 2015, Consejero Departamental.

## Forma de elección
Desde las elecciones de 2015, los consejeros departamentales son elegidos por voto binominal mayoritario, como parte de una fórmula de paridad (mujer-hombre). Todo el consejo se renueva cada seis años, y la renovación tendrá lugar al mismo tiempo que las elecciones regionales. Sin embargo, este no fue el caso en 2015, ya que las elecciones regionales se retrasaron de marzo a diciembre debido a la implementación de una redistribución de distritos en las regiones.
En caso de elección parcial (por fallecimiento, dimisión, etc.), el mandato de la nueva pareja electa se extiende sólo hasta la fecha normal de finalización del mandato de sus predecesores, por lo que no se modifica el calendario de renovación del consejo departamental.

## Particularidades
No hay consejeros departamentales en París, que es a la vez un municipio y un departamento gestionado por el Consejo de París.
La metrópoli de Lyon, que ejerce en particular las competencias de un departamento, es una autoridad local con estatuto especial administrada por un consejo de la metrópoli.
Martinica y Guyana conservan sus consejos generales hasta diciembre de 2015. El 1 de enero de 2016, sus respectivos consejos generales y regionales se fusionan en una sola asamblea.
Desde la creación de la Colectividad de Córcega, el 1 de enero de 2018, ya no hay consejeros departamentales en Córcega del Sur y Alta Córcega, la Asamblea de Córcega asume los poderes de las asambleas departamentales.
Desde el 1 de enero de 2021, el Consejo Departamental del Alto Rin y el Consejo Departamental de Bajo Rin han sido reemplazados por el Consejo Departamental de Alsacia, tras la creación de la Colectividad Europea de Alsacia. Los miembros de los dos consejos departamentales mantuvieron su mandato en el nuevo consejo departamental de Alsacia